# Annemie Neyts-Uyttebroeck
 (mars 2021).
Anne-Marie Cécile J. Neyts-Uyttebroeck dite Annemie, née le 17 juin 1944 à  Bruxelles, est une personnalité politique, membre de l'Open VLD (libéraux flamands).

## Biographie
Annemie Neyts est née le 17 juin 1944 à Ixelles, une des 19 communes de Bruxelles et est mariée.
Licenciée en philologie romane en 1967 par la VUB. Agrégée de l'enseignement secondaire supérieur en 1967 par la VUB. Licenciée en communication sociale et relations publiques en 1970 par la VUB.

### Carrière professionnelle
Professeure de français à l'Athénée royal de Zaventem entre 1966 et 1973, elle devient, en 1973, attachée de presse du ministre de la Justice Herman Vanderpoorten avant de devenir chef de cabinet-adjoint du Vice-gouverneur du Brabant entre 1975 et 1981.
Elle préside le Beursschouwburg (théâtre de la bourse) et, de 2003 à 2005, la Vlaams-Nederlands Huis (maison de la culture flamande et néerlandaise).

### Carrière politique
En 1985, Annemie Neyts est élue à la présidence du Partij voor Vrijheid en Vooruitgang (Parti pour la liberté et le progrès, libéral, PVV). En 1993, le PVV devient l'Open Vlaamse Liberalen en Democraten (Libéraux et démocrates flamands, VLD) et porte désormais moins d'attention à la représentation des femmes. Elles réussissent cependant à faire inclure une « intention » de parité. Aux élections internes, 9 femmes sont élues, pour 31 postes. Annemie Neyts ayant recueilli le plus de voix, après Guy Verhofstadt, elle devient vice-présidente du parti. En 1994, avec 149 000 voix de préférence, elle est élue députée au Parlement européen où elle fait partie de la Commission Affaires institutionnelles. Elle siège encore au Parlement européen en 2004, 2009 et 2014. En 1999, elle remplace Frits Bolkestein à la présidence de l'Internationale libérale.
Au niveau local
- Présidente du PVV de Bruxelles ville entre 1977 et 1986.
- Conseillère communale de la ville de Bruxelles de 1983 à 1989;

Au niveau régional et communautaire
- Présidente du VLD de la ville de Bruxelles entre 1995 et 2004.
- (Vice-)Président des femmes PVV, jusqu’en 1982.
- Membre du Parlement de la région de Bruxelles-Capitale entre 1989 et 1994.
- Ministre du gouvernement de la région de Bruxelles-Capitale en 1999 et 2000.

Au niveau fédéral / national
- Secrétaire d'État à la Région bruxelloise entre 1981 et 1985.
- Membre de la Chambre des représentants de 1981 à 1994 et de 2003 à 2004.
- Présidente du parti libéral flamand PVV entre 1985 et 1989.
- Vice-présidente du parti libéral flamand VLD entre 1993 et 1997.
- Secrétaire d’État aux Affaires étrangères en 2000 et 2001.
- Ministre adjoint au ministre des Affaires étrangères, chargé des Affaires européennes, du Commerce extérieur et de l’Agriculture entre 2001 et 2003.
- Présidente du conseil d’administration de l’Agence pour le commerce extérieur depuis 2003.
- Présidente de la commission des Affaires étrangères de la Chambre des représentants de 2003 à 2004.
- Coprésidente de la commission fédérale pour le dialogue interculturel de février 2004 à mai 2005.

Au niveau international
- Présidente de l’Internationale libérale de 1999 jusqu'au mois de mai 2005.
- Députée européenne entre 1994 et 1999 et depuis 2004 jusqu'en 2014.
- Première vice-présidente de l'ELDR en 1998 et 1999.
- Porte parole et coordinatrice pour les Affaires étrangères, la Sécurité et la Défense de l’ADLE au Parlement européen depuis août 2004.
- Membre de la délégation du Parlement européen pour les relations avec les États-Unis depuis août 2004.
- Présidente de l'ELDR de septembre 2005 à novembre 2011.

## Publications
- Tussen Halle en Vilvoorde, Willemsfonds, 1985, 107 p.
- Annemie in Wonderland. Pleidooi voor helder denken in een veranderende wereld, Bruxelles, Lannoo, 2003, 211 p.

## Distinctions honorifiques
- Nommée Ministre d'État par le Roi en 1995.
- Grand officier de l'ordre de Léopold (2009)[3]
- Chevalier de la Légion d'honneur (France)